# Open Doors
«Open Doors» (рус. «Открытые двери») — международная благотворительная правозащитная христианская организация, ставящая своей целью помощь верующим в тех странах, где христианская вера подвергается преследованию и притеснению.

## История организации
«Open Doors» была основана в 1955 году голландцем Анне ван дер Бейлом (известным под именем Brother Andrew). В начале своей деятельности «Open Doors» вела работу по распространению христианства в социалистических странах Восточной Европы и Китая. С 1978 года организация оказывает помощь притеснённым христианам на Ближнем Востоке и в других странах, где преобладает мусульманское население.
По данным организации, свыше 100 млн людей страдают во многих странах из-за того, что они исповедуют христианскую веру. Им часто отказывают даже в элементарных правах.

## Род деятельности
В сферу деятельности «Open Doors» входят:
- Поставка и издательство Библии, христианских книг и учебного материала для воскресных школ.
- Создание типографий и библиотек.
- Организация и проведение курсов повышения квалификации для духовных лиц, руководителей и сотрудников.
- Обучение грамоте.
- Духовная и финансовая поддержка христианских общин, новообращённых, а также семей и близких, у которых родные были убиты или посажены в тюрьму по религиозным мотивам.

## World Watch List 2015
Каждый год «Open Doors» публикует список «World Watch List», содержащий перечень стран (автономий, субъектов), в которых чаще всего преследуют и нарушают права христиан из-за их вероисповедания. На первых трёх местах за 2015 год находятся — Северная Корея, Сомали и Ирак. В список вошли также республики бывшего Советского Союза: Азербайджан, Казахстан, Таджикистан, Туркменистан и Узбекистан.
| 2015 | Страна/Субъект/Автономия                | 2014 | 2013 | 2012 | 2011 | 2010 |
| ---- | --------------------------------------- | ---- | ---- | ---- | ---- | ---- |
| 1    | Северная Корея                          | 1    | 1    | 1    | 1    | 1    |
| 2    | Сомали                                  | 2    | 5    | 4    | 5    | 4    |
| 3    | Ирак                                    | 4    | 4    | 9    | 8    | 17   |
| 4    | Сирия                                   | 3    | 11   | 36   | 38   | 41   |
| 5    | Афганистан                              | 5    | 3    | 2    | 3    | 6    |
| 6    | Судан                                   | 11   | 12   | 16   | 35   | 30   |
| 7    | Иран                                    | 9    | 8    | 5    | 2    | 2    |
| 8    | Пакистан                                | 8    | 14   | 10   | 11   | 14   |
| 9    | Эритрея                                 | 12   | 10   | 11   | 12   | 11   |
| 10   | Нигерия                                 | 14   | 13   | 13   | 23   | 27   |
| 11   | Мальдивы                                | 7    | 6    | 6    | 6    | 5    |
| 12   | Саудовская Аравия                       | 6    | 2    | 3    | 4    | 3    |
| 13   | Ливия                                   | 13   | 17   | 26   | 25   | 22   |
| 14   | Йемен                                   | 10   | 9    | 8    | 7    | 7    |
| 15   | Узбекистан                              | 15   | 16   | 7    | 9    | 10   |
| 16   | Вьетнам                                 | 18   | 21   | 19   | 18   | 21   |
| 17   | Центральноафриканская Республика        | 16   | —    | —    | —    | —    |
| 18   | Катар                                   | 19   | 20   | 22   | 17   | 18   |
| 19   | Кения                                   | 43   | 40   | —    | —    | —    |
| 20   | Туркменистан                            | 20   | 19   | 18   | 15   | 15   |
| 21   | Индия                                   | 28   | 31   | 32   | 32   | 26   |
| 22   | Эфиопия                                 | 17   | 15   | 38   | 43   | 44   |
| 23   | Египет                                  | 22   | 25   | 15   | 19   | 20   |
| 24   | Джибути                                 | 46   | 43   | 39   | 39   | 36   |
| 25   | Мьянма                                  | 23   | 32   | 33   | 27   | 23   |
| 26   | Палестинская национальная администрация | 34   | 36   | 44   | 44   | 46   |
| 27   | Бруней                                  | 24   | 27   | 28   | 29   | 29   |
| 28   | Лаос                                    | 21   | 18   | 12   | 10   | 9    |
| 29   | Китайская Народная Республика           | 37   | 37   | 21   | 16   | 13   |
| 30   | Иордания                                | 26   | 34   | 40   | 40   | 39   |
| 31   | Бутан                                   | 31   | 28   | 17   | 14   | 12   |
| 32   | Коморы                                  | 42   | 41   | 24   | 21   | 16   |
| 33   | Танзания                                | 49   | 24   | —    | —    | —    |
| 34   | Алжир                                   | 32   | 29   | 23   | 22   | 25   |
| 35   | Колумбия                                | 25   | 46   | 47   | —    | —    |
| 36   | Тунис                                   | 30   | 30   | 35   | 37   | 43   |
| 37   | Малайзия                                | 40   | 42   | 50   | 50   | —    |
| 38   | Мексика                                 | —    | —    | —    | —    | —    |
| 39   | Оман                                    | 27   | 22   | 27   | 26   | 28   |
| 40   | Мали                                    | 33   | 7    | —    | —    | —    |
| 41   | Турция                                  | —    | —    | —    | —    | —    |
| 42   | Казахстан                               | 39   | 48   | 45   | —    | —    |
| 43   | Бангладеш                               | 48   | —    | —    | —    | —    |
| 44   | Шри-Ланка                               | 29   | —    | —    | —    | —    |
| 45   | Таджикистан                             | 45   | 44   | 34   | 33   | 32   |
| 46   | Азербайджан                             | —    | 38   | 25   | 24   | 24   |
| 47   | Индонезия                               | 47   | 45   | 43   | 48   | 48   |
| 48   | Мавритания                              | 36   | 23   | 14   | 13   | 8    |
| 49   | Объединённые Арабские Эмираты           | 35   | 26   | 37   | 34   | 33   |
| 50   | Кувейт                                  | 38   | 33   | 30   | 28   | 31   |

## World Watch List 2019
| № | Страна         | Основная религия     | Форма государственного устройства | Лидер                          | Население     | Христиане       | Источник преследований и насилия                     | Коэффициент дискриминации по сферам жизни                                                                                           | Коэффициент физического насилия |
| --- | -------------- | -------------------- | --------------------------------- | ------------------------------ | ------------- | --------------- | ---------------------------------------------------- | --- | ------------------------------- |
| Чрезвычайный уровень опасности |                |                      |                                   |                                |               |                 |                                                      | |                                 |
| 1 | Северная Корея | атеизм               | коммунистическая диктатура        | Ким Чен Ын                     | 25 611 000    | 300 000         | коммунистическая и посткоммунистическая нетерпимость | религиозная жизнь — 99,9 межнациональные отношения — 99,9 общественное положение — 99,9 семейная жизнь — 99,9 права человека — 99,9 | 65,5                            |
| О положении христиан в Северной Корее кратко: «Бесконечное давление и насилие». Основной движущей силой преследований в Северной Корее является государство. В течение трёх поколений всё в стране было направлено на культ личности Кимов. Христиане рассматриваются как враждебный элемент, который необходимо искоренить. Была надежда, что новые дипломатические усилия в 2018 году, включая зимние Олимпийские игры 2018 года, будут означать ослабление давления и насилия в отношении христиан, но до сих пор этого не произошло. Ким Чен Ын сохраняет жёсткий контроль над населением, и инакомыслие или поклонение чему-либо другому недопустимы. |                |                      |                                   |                                |               |                 |                                                      | |                                 |
| 2 | Афганистан     | ислам                | исламская республика              | Ашраф Гани                     | 36 373 000    | несколько тысяч | исламский фундаментализм                             | религиозная жизнь — 99,9 межнациональные отношения — 99,9 общественное положение — 99,9 семейная жизнь — 99,9 права человека — 99,9 | 63                              |
| О положении христиан в Афганистане кратко: «Страна, где христианству не позволено существовать». По конституции Афганистан является исламским государством, а это означает, что правительственные чиновники, лидеры этнических групп, религиозные деятели и граждане просто обязаны враждебно относиться к приверженцам любой другой религии. Любое выражение любой веры, кроме ислама, просто не допускается. Кроме того, обращение в другую веру из ислама равносильно измене, поскольку это рассматривается как предательство семьи, племени и страны. |                |                      |                                   |                                |               |                 |                                                      | |                                 |
| 3 | Сомали         | ислам                | федеративная республика           | Мохамед Абдуллахи Мохамед      | 15 182 000    | несколько сотен | исламский фундаментализм                             | религиозная жизнь — 98 межнациональные отношения — 99 общественное положение — 99,5 семейная жизнь — 99,9 права человека — 97,5     | 53                              |
| О положении христиан в Сомали кратко: «Жизнь, полная насилия и изоляции». По оценкам, 99 процентов сомалийцев являются мусульманами, и любые религиозные меньшинства подвергаются тотальному преследованию. Христианская община невелика и находится под постоянной угрозой нападения. Шариат и ислам закреплены в конституции страны, а преследование христиан почти всегда сопряжено с насилием. Кроме того, во многих сельских районах исламисты, такие как аш-Шабаб, де-факто являются руководителями. |                |                      |                                   |                                |               |                 |                                                      | |                                 |
| 4 | Ливия          | ислам                | государство переходного типа      | Фаиз Мустафа ас-Сарадж         | 6 471 000     | 37 900          | исламский фундаментализм                             | религиозная жизнь — 97,5 межнациональные отношения — 96 общественное положение — 91 семейная жизнь — 90 права человека — 92         | 58                              |
| О положении христиан в Ливии кратко: «Хаос в стране и насилие над христианами». После свержения диктатора Муаммара Каддафи Ливия погрузилась в хаос и анархию, что позволило различным исламским боевикам контролировать часть страны. При обращении в христианство, ливийцы начинают сталкиваться с жестокостью и насилием за своё решение следовать за Христом. Ливия давно стала домом для многих трудовых мигрантов, которые теперь подвергаются нападениям, сексуальным надругательствам и задержаниям. Их положение день ото дня может усугубиться, если будет установлено, что они являются христианами. |                |                      |                                   |                                |               |                 |                                                      | |                                 |
| 5 | Пакистан       | ислам                | федеративная республика           | Имран Хан                      | 200 814 000   | 3 981 000       | исламский фундаментализм                             | религиозная жизнь — 79 межнациональные отношения — 90 общественное положение — 84 семейная жизнь — 85 права человека — 86           | 99,9                            |
| О положении христиан в Пакистане кратко: «Открытая дискриминация и насильственные нападения». Согласно пресловутым законам Пакистана о богохульстве, христиане продолжают жить в ежедневном страхе, что их обвинят в богохульстве, которое может повлечь за собой смертную казнь. Кроме того, радикальные исламисты, похоже, всё больше усиливают политическое влияние, и новое правительство будет уже вынуждено поддерживать диалог с некоторыми радикальными группами. Христиане в основном рассматриваются как граждане второго сорта, а обращение в христианство из ислама несёт в себе большой риск. |                |                      |                                   |                                |               |                 |                                                      | |                                 |
| 6 | Судан          | ислам                | президентская республика          | Омар аль-Башир (до 11.04.2019) | 41 512 000    | 1 910 000       | исламский фундаментализм                             | религиозная жизнь — 96,5 межнациональные отношения — 94 общественное положение — 87,5 семейная жизнь — 90 права человека — 88       | 63                              |
| О положении христиан в Судане кратко: «Диктатор, поддерживающий одну религию». С 1989 года Суданом правит авторитарное правительство президента Омара аль-Башира. Страна управляется как исламское государство с ограниченными правами религиозных меньшинств и жёсткими ограничениями свободы слова и печати. Христиане сталкиваются с постоянной дискриминацией. В 2017 и 2018 годах были снесены все многоэтажные христианские церкви и храмы, в результате чего некоторые верующие остались без места для поклонения. Мусульмане, обратившиеся в христианство, подвергаются особо жестоким преследованиям. |                |                      |                                   |                                |               |                 |                                                      | |                                 |
| 7 | Эритрея        | ислам / христианство | президентская республика          | Исайяс Афеворки                | 5 188 000     | 2 474 000       | паранойя диктаторского типа                          | религиозная жизнь — 91 межнациональные отношения — 96 общественное положение — 95 семейная жизнь — 89 права человека — 88           | 57                              |
| О положении христиан в Эритрее кратко: «Ужасные тюрьмы и зверства в области прав человека». С 1993 года президент Исайяс Афеворки правит в условиях жестокого авторитарного режима, который опирается на массовые нарушения прав человека. С 2002 года в стране были разрешены только Эритрейская православная церковь, Евангелическая (Лютеранская) церковь Эритреи и Римско-католическая церковь. В 2018 году были совершены налёты на храмы этих церквей, и сотни христиан были заключены в тюрьмы с нечеловеческими условиями. Кроме того, по имеющимся оценкам, христиане из запрещённых конфессий (пятидесятники, Свидетели Иеговы, ортодоксальные реформисты и т. д.), арестованные ещё в 2002 году, в настоящее время находятся в обширной тюремной сети Эритреи, но никто не знает, сколько их в стране и живы ли они до сих пор. |                |                      |                                   |                                |               |                 |                                                      | |                                 |
| 8 | Йемен          | ислам                | государство переходного типа      | Абд-Раббу Мансур Хади          | 28 915 000    | несколько тысяч | исламский фундаментализм                             | религиозная жизнь — 99,9 межнациональные отношения — 99,9 общественное положение — 98 семейная жизнь — 98 права человека — 99       | 19                              |
| О положении христиан в Йемене кратко: «Сочетание войны и неопределённости при строгом исламизме». Продолжающаяся гражданская война в Йемене создала один из самых тяжёлых гуманитарных кризисов в истории страны, ещё более усложнив и без того нелёгкое положение христиан. Хаос войны позволил радикальным группировкам взять под контроль некоторые регионы Йемена, и они усилили преследование христиан. Даже частное поклонение в некоторых частях страны является рискованным. Обращённые в христианство из ислама йеменцы подвергаются дополнительным гонениям со стороны семьи и общества. |                |                      |                                   |                                |               |                 |                                                      | |                                 |
| 9 | Иран           | ислам                | теократическая республика         | аятолла Хаменеи                | 82 012 000    | 800 000         | исламский фундаментализм                             | религиозная жизнь — 99 межнациональные отношения — 95 общественное положение — 86 семейная жизнь — 85,5 права человека — 84         | 62                              |
| О положении христиан в Иране кратко: «Незаконно обращать, незаконно проповедовать…» Христианам запрещено рассказывать о своей вере нехристианам. Поэтому богослужения на национальном персидском языке не допускаются. Обращённые из ислама в христианство иранцы сталкиваются с гонениями со стороны правительства; если они посещают подпольную домашнюю церковь, то им постоянно грозит опасность ареста. Иранское общество регулируется исламским правом, что означает, что права и профессиональные возможности христиан сильно ограничены. |                |                      |                                   |                                |               |                 |                                                      | |                                 |
| 10 | Индия          | индуизм              | федеративная республика           | Нарендра Дамодардас Моди       | 1 354 052 000 | 65 061 000      | национализм на религиозной почве                     | религиозная жизнь — 79 межнациональные отношения — 89 общественное положение — 81 семейная жизнь — 78 права человека — 77,5         | 91                              |
| О положении христиан в Индии кратко: «Индия продолжает насилие против христиан». Христиане с каждым годом всё чаще становятся мишенью для националистически настроенных экстремистов из числа индусов. С момента прихода к власти нынешней правящей партии в 2014 году количество нападений возросло, и индусские радикалы считают, что они могут нападать на христиан без последствий. Националисты считают, что быть индийцем — значит быть индусом, поэтому любая другая вера, в том числе христианская, рассматривается как неиндийская. Кроме того, в некоторых регионах страны обращенные в христианство из индуизма индийцы испытывают постоянные гонения, дискриминацию и насилие. |                |                      |                                   |                                |               |                 |                                                      | |                                 |